# Іванова Анастасія Дмитрівна
Анастасія Дмитрівна Іванова (рос. Анастасия Дмитриевна Иванова; нар. 18 травня 1991, Волгоград, Російська Федерація) — російська та українська акторка театру і кіно.

## Походження та навчання
Анастасія Іванова народилася 18 травня 1991 року в Волгограді. Батько, в минулому футболіст, грав у таких клубах, як волгоградський «Ротор», «Уралан» (Еліста) та самарських «Крилах Рад».
У 10 років Анастасія Іванова професійно займалася бально-спортивними танцями. В 2001 році вона увійшла до А-класу.
|  | «Після школи я хотіла пов'язати своє життя зі спортом і танцями. Але трапилася одна неприємна історія: мене зрадив партнер, з яким я вступала до університету, і я вирішила піти в театральний. Ще я серйозно захоплювалася психологією. Мені хотілося бути клінічним психологом, мені це подобалося і я навіть думала вступати до медичного. Але я розуміла, що навчання в меді і танці буде складно поєднувати, тому відмовилася. А ще раніше думала стати журналістом», - згадувала актриса. |

У 2012 році Анастасія Іванова закінчила факультет режисури та акторської майстерності Волгоградського державного інституту мистецтв і культури за спеціальністю «актор драматичного театру і кіно» (майстерня О. І. Джангішерашвілі).

## Творчість
Своє навчання вона поєднувала грою в театрі Волгограда.

### Театральні роботи
- «Основний інстинкт», Лев Толстой — Анютка;
- «Одруження Фігаро» П'єр Бомарше — Фаншетта;
- «Квадратура любові» В. Катаєв — комсомолка, Анна;
- «Маскарад» Михайло Лермонтов;
- «Ромео і Джульєтта» Вільям Шекспір;
- «Дві стріли» А.Володін — жінка племені;
- «З любов'ю в ХХІ століття» спектакль НЕТ;
- «Приборкання норовливої» Вільям Шекспір

### Ролі в кіно
Стала відомою завдяки ролі Юлії Семакіної в серіалі «Універ. Нова общага», а потім — Галі в серіалі «Домработница».
| Рік         |   | Назва                                    | Роль                                                              |
| ----------- | - | ---------------------------------------- | ----------------------------------------------------------------- |
| 2020        | с | Рись Україна                             | Марина Рисєва(головна роль)                                       |
| 2020        | с | Поговори з нею Україна                   | (головна роль)                                                    |
| 2020        | с | Аквамарин Україна                        | Марина Куликова, журналістка (головна роль)                       |
| 2019        | с | Спадкоємці Україна                       | Соня Сухова, літераторка / Ганна Сухова, мама Соні (головні ролі) |
| 2018        | с | Подорож до центру душі Україна           | Віра Токменьова (головна роль)                                    |
| 2018        | с | За правом любові Україна                 | Ганна (головна роль)                                              |
| 2018        | с | Спадкоємиця мимоволі Україна             | Софія (головна роль)                                              |
| 2018        | с | Подорож до центру душі Україна           | Віра (головна роль)                                               |
| 2018        | с | Отдай мою мечту Україна                  | Віка Григоренко (головна роль)                                    |
| 2017        | с | Той, хто не спить Україна                | Лара                                                              |
| 2016        | с | Адвокат-9 (у 16-й серії «Грязні танці»)  | Анна Цвєткова, прима-балерина                                     |
| 2015        | с | Таємниця кумира                          | Еля, танцівниця епізод                                            |
| 2013        | с | П'ята стража                             | ріелторка                                                         |
| 2013        | с | Добработница                             | Галя                                                              |
| 2013        | с | Детективи                                | Ксенія                                                            |
| 2013        | с | Справа лікарів                           | Ольга                                                             |
| 2012 — 2013 | с | Слід                                     |                                                                   |
| 2011 — 2016 | с | Універ. Нова общага (4, 5 та 6-й сезони) | Юля Семакіна, молодша сестра Яни                                  |
| 2021        | с | Уроки життя та водіння                   | Анна (головна героїня)                                            |